# Genealogy
Genealogy er en armensk musikgruppe, der skal repræsentere Armenien i Eurovision Song Contest 2015 i Wien med nummeret "Face the Shadow".

## Biografi
Genealogy er sammensat af seks sangere med armensk baggrund fra forskellige lande: Essaï Altounian fra Frankrig, Tamar Kaprelian fra New York City, Stephanie Topalian fra Japan (født i Los Angeles), Vahe Tilbian fra Etiopien, Mary-Jean O’Doherty Vasmatzian fra Australien samt Inga Arshakyan fra Armenien. Inga Arshakyan har tidligere repræsenteret Armenien i Eurovision Song Contest 2009 som en del af duoen Inga & Anush med nummeret "Jan jan".

### Eurovision Song Contest 2015
Genealogy blev udvalgt internt af tv-stationen AMPTV til at repræsentere Armenien ved Eurovision Song Contest 2015, og de blev offentliggjort som årets armenske repræsentanter den 11. februar 2015. Titlen på deres sang var på dette tidspunkt "Don't Deny", men tv-stationen valgte senere at ændre den til "Face the Shadow" for at undgå politiske hentydninger.